# The Merton

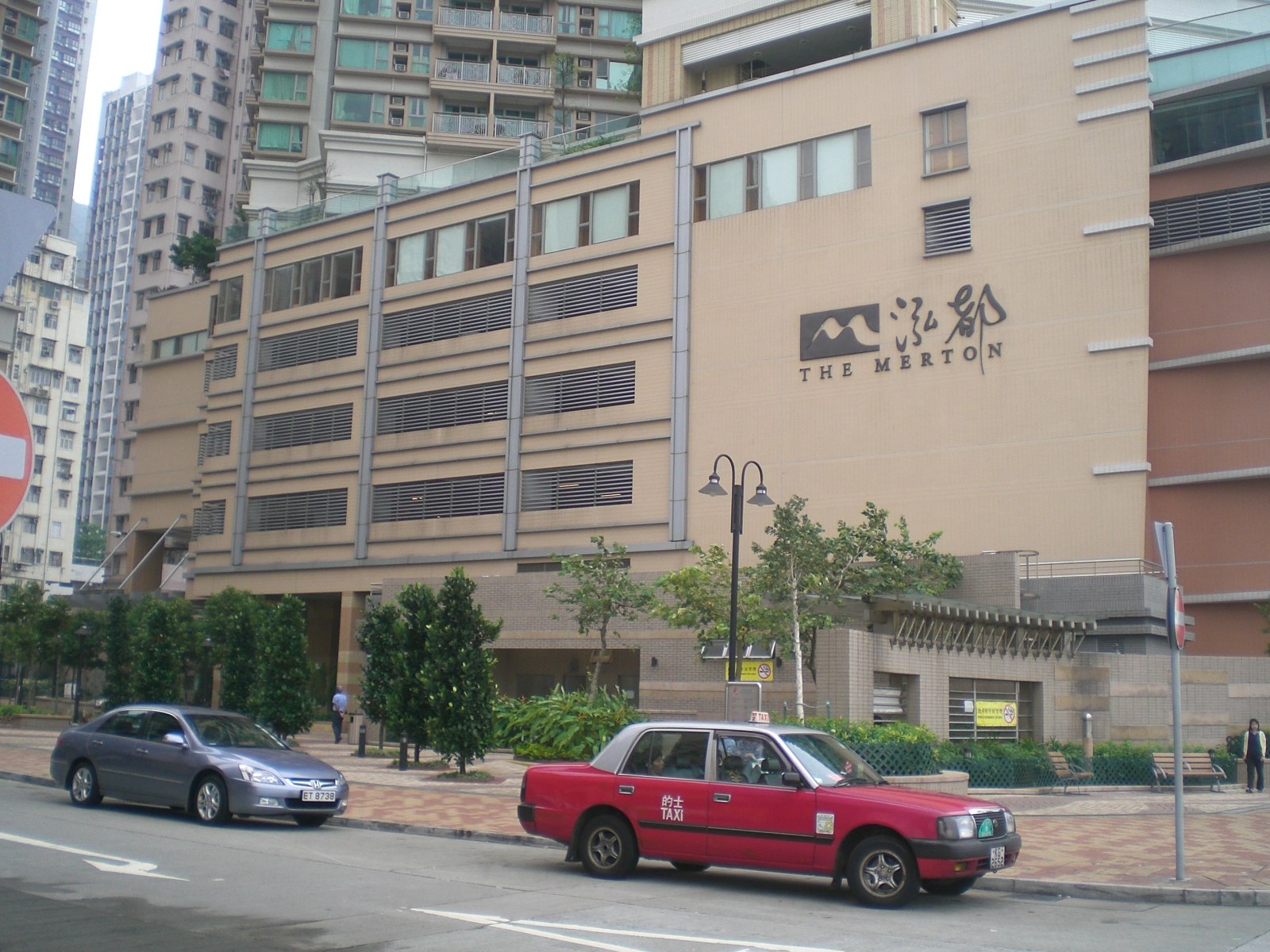
The Merton

El Merton (en chino tradicional, 泓都) es un complejo de rascacielos localizado en Kennedy Town, Hong Kong. El complejo consta de tres torres. The Merton 1 de 59 plantas y 197 metros de altura, y posiciones como el 60.º edificio más alto en ciudad. The Merton 2 tiene 56 plantas y 189 metros de altura, que es el 100.º edificio más alto. Y finalmente, The Merton 3 con 51 pisos y 180 metros de altura, está posicionado como el 137.º edificio más alto de la ciudad empatado con las Sham Wan Towers y Liberté 5 y 6. El complejo entero, se compone casi enteramente de unidades residenciales, y fue diseñado por el estudio de arquitectura Ronald Lu & Socios y su desarrollo corrió a cargo de New World Development. Las obras de construcción comenzaron en 1998, y estuvo completado en 2005. La estación de MTR Kennedy Town se sitúa a aproximadamente 5 minutos andando del complejo.